# Mittelschule Sankt Andrä
Die Mittelschule Sankt Andrä ist eine Mittelschule im Bezirk Gries in Graz und befindet sich am Platz der Begegnung gegenüber dem Bad zur Sonne. Sie teilt sich ein Gebäude mit der Volksschule Sankt Andrä.

## Pädagogisches Konzept der Schule
An der Mittelschule Sankt Andrä werden etwa 180 Schülerinnen und Schüler von etwa 35 Lehrpersonen unterrichtet.
Die Mehrheit der Schülerinnen und Schüler hat Migrationshintergrund, weshalb die Schule Deutschförderklassen anbietet und großen Wert auf Integration im Regelunterricht legt. Die Hauptfächer (Deutsch, Mathematik und Englisch) sowie möglichst viele der Nebenfächer werden als Teamteaching abgehalten, um die Schülerinnen und Schüler im Unterricht besser individuell fördern zu können.
Im Rahmen der „Initiative Digitales Lernen“ der Agentur für Bildung und Internationalisierung (OeAD) werden die Schülerinnen und Schüler der Mittelschule Sankt Andrä seit 2022 mit Laptops ausgestattet um so einen digitalen Unterricht in allen Fächern zu ermöglichen.

## Beratung und Sozialarbeit
Die Mittelschule Sankt Andrä bietet für Lernende und Erziehungsberechtigte mehrere Formen von Beratung an. Eine Sozialarbeiterin sowie eine Beratungslehrperson dienen als Ansprechpartner für alle Belange sozialer Interaktionen, von Mobbing (egal ob Mobbing in der Schule oder Cyber-Mobbing) bis zu Problemen im Zuhause der Schülerinnen und Schüler.

## Erstsprachenunterricht
In den Räumlichkeiten der Mittelschule wird nachmittags im Rahmen des Erstsprachenunterrichts Unterricht in den Muttersprachen vieler Schülerinnen und Schüler in Graz abgehalten. Der Erstsprachenunterricht in Graz ist auf mehrere Schulen verteilt. An der Mittelschule Sankt Andrä werden etwa Unterricht für Arabisch, Chinesisch, Persisch und Russisch abgehalten.